# Réservoir Manic 1
Réservoir Manic 1 är en sjö i Kanada.   Den ligger i provinsen Québec, i den östra delen av landet, 700 km nordost om huvudstaden Ottawa. Réservoir Manic 1 ligger 36 meter över havet. Arean är 5,9 kvadratkilometer. Den sträcker sig 5,6 kilometer i nord-sydlig riktning, och 3,4 kilometer i öst-västlig riktning.
I omgivningarna runt Réservoir Manic 1 växer i huvudsak blandskog. Runt Réservoir Manic 1 är det glesbefolkat, med 16 invånare per kvadratkilometer.